# テスカトリポカ (小説)
『テスカトリポカ』は、佐藤究の長編小説である。第165回直木賞、第34回山本周五郎賞受賞作。

## 概要
『QJKJQ』、『Ank: a mirroring ape』に次ぐ、佐藤究の鏡三部作の完結篇に位置付けられる。
本作は古代アステカ文明の要素を絡めつつ、メキシコの麻薬カルテル、臓器ビジネスなど「血の資本主義」を主題に据える犯罪小説である。「I部：顔と心臓（イン・イシトリ、イン・ヨリョトル）」、「II部：麻薬密売人と医師（ナルコ・イ・メディコ）」、「III部：断頭台（エル・パティブロ）」「IV部：夜と風　ヨワリ・エエカトル/暦にない日」の全4部で構成されている。違法薬物取引、ネグレクト、臓器売買、無戸籍児童問題など、数多の社会問題を取り上げている。
初出は2020年12月の「カドブンノベル」にて、第一部が限定公開され、その後単行本として2021年2月19日にKADOKAWAより刊行された。2021年7月26日時点で10万５千部発行されている。第34回山本周五郎賞と第165回直木三十五賞を受賞した。またこのミステリーがすごい!2022版2位 、週刊文春ミステリーベスト102位 、ミステリが読みたい!2022年版2位など、各種年末ミステリランキングにても高く評価された。

## ストーリー
川崎にて、メキシコ出身のルシア・セプルべダと暴力団幹部の土方興三の間に生まれた少年土方コシモは、両親のネグレクトに遭い、小学校に入学することもできずに、幼少期を孤独に過ごす。口にするものは自分で茹でた鶏肉に塩をかけたものばかりで、摂取できる栄養は偏っていたが、コシモの肉体はやがて強靭に育ち始める。12歳になる頃には身長は180cmを超えていたのだった——。
　
一方で、メキシコでは「ロス・カサソラス」という麻薬カルテルが対抗組織「ドゴ・カルテル」によって攻撃を受けていた。ロス・カサソラスを構成するする四人兄弟のうちの三人は殺害されたが、そのうちの一人バルミロは追手を逃れ、長い旅路を経てインドネシアに上陸する。自らをペルー人と偽りながら生活を続けていたバルミロは、あるとき「タナカ」を名乗る日本人と出会う。「タナカ」との関係を続けるうちに、バルミロは彼の正体を知り、また彼との心臓密売ビジネスを企てる。そのビジネスの本拠地を日本に据えたバルミロは、川崎へと渡る。自動車解体場を拠点とし、ならず者たちの仲間と＜家族(ファミリア)＞を結成し、「血の資本主義」を体現していく。

## 登場人物
ルシア・セプルべダ
麻薬カルテルによって兄を惨殺される。メキシコを南下し、ペルーを経て、日本へと渡り、クラブで働き始める。土方興三と出会い、結婚、やがて子を授かり、コシモと名付ける。
土方興三
暴力団の幹部。葉巻バーでルシアと出会い、関係を続けるうちに結婚する。コシモの父。「酒の入った状態で補助なしのベンチプレスで百五十キロを上げ」たという逸話があるほどの怪力の持ち主。
土方小霜（土方コシモ）
ルシアと興三の子。公的教育を受けないまま育つ。家庭環境が荒んでいる中、自分で茹でた鶏肉に塩を塗したものばかりを食べていたが、体は強靭に育つ。本作の中心人物の一人。
ベルナルド・カサソラ
カサソラ兄弟の長男。＜ピラミッド(エル・ピラミデ)＞の名を持つ。ロス・カサソラスの一人。
ジョバニ・カサソラ
カサソラ兄弟の次男。＜ジャガー(エル・ハグワル)＞の名を持つ。ロス・カサソラスの一人。
バルミロ・カサソラ
カサソラ兄弟の三男。＜粉(エル・ポルボ)＞の名を持つ。ロス・カサソラスの一人。カサソラ兄弟の中でも飛び抜けて凶悪。ドゴ・カルテルの攻撃を振り切り、国を脱する。インドネシアに上陸し、末永充嗣と出会う。本作の中心人物の一人。
ドゥイリオ・カサソラ
カサソラ兄弟の四男。＜指(エル・デド)＞の名を持つ。ロス・カサソラスの一人。
リベルタ・カサソラ
カサソラ兄弟の祖母。ナワトル語の名は＜鏡の雨(テスカキアウィトル)＞。アステカの末裔であるインディヘナ（先住民族）である。
末永充嗣
轢き逃げ事故を起こし、臓器売買ブローカーとなった元心臓血管外科医。バルミロと心臓密売ビジネスを始める。
野村健二
川崎市を拠点にする闇医師(バックアレイ・ドクター)。麻薬密売人でもある。
宇野矢鈴
「らいときっず小山台」で働く保育士。NPO法人かがやくこどもで働き始める。
パブロ
本名は清勇・パブロ・ロブレド・座波。ペルー人を父にもつ沖縄出身のナイフ職人。

## 備考
- 同じく麻薬戦争を描いたコーマック・マッカーシーの小説『ブラッド・メリディアン』に影響されたと語っている[6]。
- 当初は故郷の福岡を舞台にするつもりだったが、九州だとうまく話が展開せず、考えた末に川崎を舞台にした、と語っている[6]。
- 執筆中、好きなメタル・ミュージックをよく聴いていたという[7]。

## 書誌情報
- 四六判：KADOKAWA、2021年2月19日、ISBN 978-4-04-109698-7
- 文庫判：KADOKAWA〈角川文庫〉、2024年6月13日、ISBN 978-4-04-114618-7